# Tigra (equip ciclista)
L'equip Tigra va ser un equip ciclista suís de ciclisme en ruta que va competir professionalment de 1950 a 1969. Hi van militar ciclistes com Louis Pfenninger, Joseph Groussard o Rolf Maurer.

## Principals resultats
- Tour de Valclusa: Raoul Rémy (1951)
- Campionat de Zuric: Max Schellenberg (1955), Robert Hagmann (1967)
- Giro del Mendrisiotto: Robert Hintermüller (1962)

### A les grans voltes
- Giro d'Itàlia
  - 0 participacions

- Tour de França
  - 0 participacions

- Volta a Espanya
  - 0 participacions